# Da Staummtisch
Da Staummtisch ist eine österreichische Hip-Hop-Band aus Linz, die seit 2004 existiert. Die deutschsprachigen Texte werden im oberösterreichischen Dialekt vorgetragen.

## Geschichte
Erstmals in Erscheinung trat Da Staummtisch 2006 mit ihrem Debüt Diaf & Seicht EP. Im Jahr 2008 erschien das erste Album Rienewaplü. Der erste Vorbote Reif fir d’Insel erschien bereits im Sommer 2008 am Kapusampler Einfrieren. 2009 spielten Da Staummtisch gemeinsam mit der befreundeten Band Hinterland (Band) am Donauinselfest. 2010 erschien die zweite EP Respekt. Das zweite Album Eldorado erschien 2016 auf Tonträger Records. Es folgten regelmäßiges Airplay auf dem österreichischen Jugendradio-Sender FM4. Das Lied Pistoin stieg im Mai 2016 in die FM4 Charts ein und die Single Geh’zuwa befindet sich außerdem auf der FM4 Soundselection 34. Da Staummtisch begleitete die österreichische Band Texta 2016 im Vorprogramm auf deren Tournee durch Österreich und Deutschland. 2023 veröffentlichten Da Staummtisch ihr viertes Album Nirwana in der Linzer Stadtwerkstatt.
Die MCs legen vor allem Wert auf Battle-Raps und Wortspiele, wobei die Texte ausschließlich im oberösterreichischen Dialekt gerappt werden.

## Diskografie
Alben
- 2008: Rienewaplü
- 2016: Eldorado
- 2020: Zucker
- 2023: Nirwana

EPs
- 2006: Diaf & Seicht EP
- 2010: Respekt

Singles
- 2015: Eldorado
- 2016: Geh´zuwa
- 2017: Guerilla BBQ
- 2019: DFN
- 2019: Bella Vita feat. Skero